# Багасес (кантон)
Багасес (исп. Bagaces) — кантон в провинции Гуанакасте Коста-Рики.

## География
Находится в центральной части провинции. На севере граничит с провинцией Алахуэла. Административный центр — Багасес.

## Округа
Кантон разделён на 4 округа:
1. Багасес
2. Ла-Фортуна
3. Моготе
4. Рио-Наранхо